# Karagandi (település)
Karagandi (kazakul: Қарағанды, oroszul: Караганда) város Kazahsztán középső részén. Az ország negyedik legnépesebb városa (Almati, Asztana és Simkent után), a Karagandi terület székhelye. Jelentős ipari és gazdasági központ. Népessége a 2009-es népszámlálás idején 459 778 fő volt.

## Népesség
Népessége 515 632 fő (2023).

## Története
A területen az első település 1856-ban keletkezett, majd 1857-ben kezdődött meg itt a szénbányászat, az 1920-as évekig. 1931 után a vasúti összeköttetés létrejötte után egy rendelettel megindult a Qaraghandy-medence szénbányászati területté való fejlesztése. 1939-re a város népessége 166 ezerre duzzadt. 
A város több, mintegy 800 négyzetkilométeres területen szétszóródott településből áll, de két fő területe az Óváros és az Új város. Az óváros az első években véletlenszerűen épült ki, és több mint 20 kis települést foglal magába, míg az 1934-ben megkezdett és kulturális és közigazgatási központként tervezett új város széles utcákkal, parkokkal és ilyen jellegű monumentális épületek, mint a Bányászok Kulturális Palotája rendelkezik. Számos felsőoktatási intézmény létezik itt, beleértve az egyetemet (1972), valamint az orvosi és szakképző intézeteket. Számos kutató- és tervezőintézete is van, de múzeum, színház, televíziós központ és botanikus kert is található itt.
Karagandi történelmi jellemzője, hogy a volgai németek jelentős részét a városba telepítették. Az 1940-es években a lakosság 70%-a német etnikumú volt. A németek mellett ebben az időben jelentős lengyelt is deportáltak ide. A Szovjetunió utolsó éveiben megkezdődött a németek kivándorlása.  Az 1990-es években több mint százezer német vándorolt ki Karagandiból Németországba. Ebben az időszakban a város lakossága 14%-kal csökkent.

## Gazdaság
Karagandi fontos ipari város, főbb iparágai a szénbányászat és a szénbányászati gépek gyártása, de jelentős vas- és acélmű is található itt, amely Karazhal és Lisakovsk ércét dolgozza fel; emellett nagy cementgyárak, valamint élelmiszer- és egyéb könnyűipara is van. 
1972-re a Karagandi ipar koncentrációja végett csökkent a terület vízellátása, ez szükségessé tette, hogy az Irtis, Irtysh (Ertis) folyótól a városon keresztül egy csatornát építsenek.
A szovjet/orosz űrprogram részeként, a nagy számú visszatérő űregységek, hagyományos – ejtőernyős leereszkedés – módon visszatérve, körzetében érték/érik el a Földet.[forrás?]

## Testvérvárosai
- Kolozsvár,[2] Románia